# Royal Rumble (2026)
Royal Rumble (2026), também promovido como Royal Rumble: Riyadh, será um evento de luta livre profissional que será produzido pela promoção americana WWE. Será o 39º Royal Rumble anual e ocorrerá em janeiro de 2026 em Riade, Arábia Saudita, como parte da Riyadh Season, marcando o primeiro Royal Rumble tradicional a acontecer fora da América do Norte. Este será, subsequentemente, o segundo evento que a WWE realiza na Arábia Saudita a apresentar uma luta Royal Rumble, após o Greatest Royal Rumble em abril de 2018, e o primeiro dos "Cinco Grandes" eventos da WWE a acontecer no país. O evento será transmitido via pay-per-view (PPV) e transmissão ao vivo, contando com lutadores das divisões Raw e SmackDown.
O evento é baseado na luta Royal Rumble, e o vencedor tradicionalmente recebe uma luta pelo título mundial na WrestleMania daquele ano. Para o evento de 2026, os vencedores das lutas masculina e feminina podem escolher qual campeonato disputar na WrestleMania 42, em Nova Orleães. Os homens podem escolher disputar o Campeonato Mundial dos Pesos Pesados do Raw ou o Campeonato Indiscutível da WWE do SmackDown, enquanto as mulheres podem escolher entre o Campeonato Mundial Feminino do Raw e o Campeonato Feminino da WWE do SmackDown.

## Produção

### Introdução
O Royal Rumble é um evento anual de luta livre profissional produzido tradicionalmente todo mês de janeiro pela WWE desde 1988. É um dos cinco maiores eventos do ano da promoção, junto com WrestleMania, SummerSlam, Survivor Series e Money in the Bank, conhecido como "Cinco Grandes". O conceito do evento é baseado na luta Royal Rumble, uma batalha real modificada na qual os participantes entram em intervalos cronometrados, em vez de todos começarem no ringue ao mesmo tempo.
De 1988 até o evento de 2025, o Royal Rumble foi realizado anualmente na América do Norte, com o evento inaugural de 1988 no Canadá e os demais nos Estados Unidos. No início de 2018, a WWE iniciou uma parceria estratégica multiplataforma de 10 anos com o Ministério do Esporte (anteriormente Autoridade Geral de Esportes) em apoio à Saudi Vision 2030, o programa de reforma social e econômica da Arábia Saudita. O primeiro evento dessa parceria foi o Greatest Royal Rumble, que contou com uma luta Royal Rumble de 50 participantes. Em maio de 2024, o presidente da Autoridade Geral de Entretenimento da Arábia Saudita, Turki Alalshikh, anunciou que o país estava em negociações com a WWE para trazer o Royal Rumble ou a WrestleMania ao país em 2026 ou 2027. Em 3 de janeiro de 2025, o PWInsider informou que a WWE realizaria o Royal Rumble de 2026 na Arábia Saudita, com o Fightful confirmando posteriormente que um anúncio oficial seria feito durante a estreia do Raw na Netflix. Antes da estreia na Netflix, a WWE confirmou oficialmente que o 39º Royal Rumble acontecerá em Riade em janeiro de 2026 como parte da Riyadh Season. O evento contará com com lutadores das divisões Raw e SmackDown e será transmitido via pay-per-view mundialmente e via transmissão ao vivo no Peacock nos Estados Unidos e na Netflix nos mercados internacionais.
A luta Royal Rumble geralmente apresenta 30 lutadores e o vencedor tradicionalmente ganha uma luta pelo título mundial na WrestleMania daquele ano. Para 2026, os homens e as mulheres podem escolher qual campeonato mundial disputar na WrestleMania 42; os homens podem escolher disputar o Campeonato Mundial de Pesos Pesados do Raw ou o Campeonato Indiscutível da WWE do SmackDown, enquanto as mulheres podem escolher entre o Campeonato Mundial Feminino do Raw e o Campeonato Feminino da WWE do SmackDown.

### Histórias
O evento incluirá lutas que resultam de histórias roteirizadas, onde lutadores retratam heróis, vilões ou personagens menos distinguíveis em eventos roteirizados que criam tensão e culminam em uma luta ou uma série de lutas. Os resultados são predeterminados pelos escritores da WWE nas marcas Raw e SmackDown, enquanto as histórias são produzidas nos programas de televisão semanais da WWE, Monday Night Raw e Friday Night SmackDown.